# David Casa

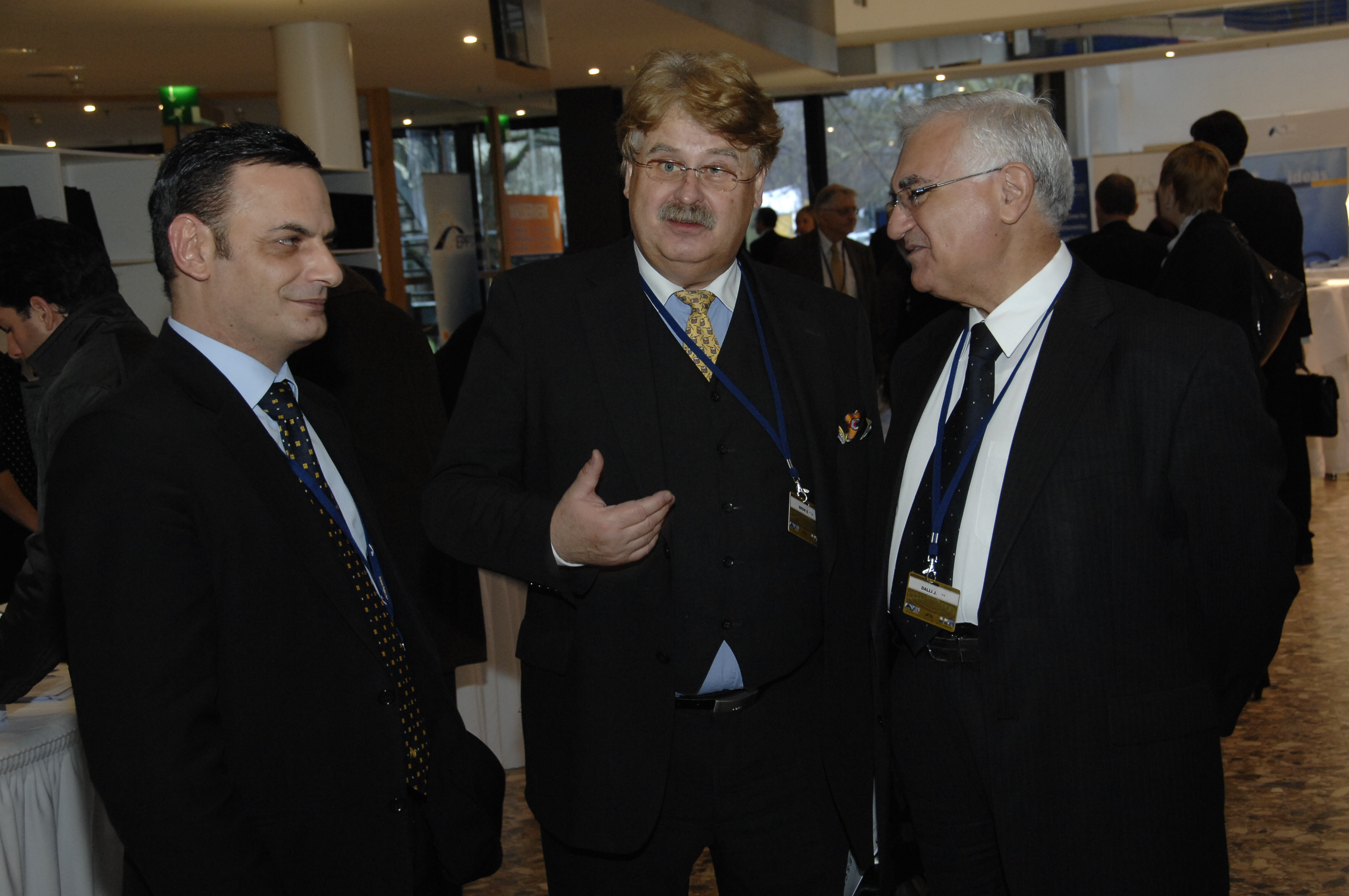
David Casa (stânga)

David Casa (n. 16 noiembrie 1968, Valletta, Port Region (Port)⁠(d), Malta) este un om politic maltez, membru al Parlamentului European în perioada 2004-2009 din partea Maltei.